# Songs of Experience (album)
Albums de U2
Songs of Innocence
(2014) Songs of Surrender
(2023)
Singles
1. You're the Best Thing About Me
Sortie : 6 septembre 2017
2. Get Out of Your Own Way
Sortie : 4 decembre 2017
3. Love Is Bigger Than Anything in Its Way
Sortie : 23 avril 2018

Songs of Experience est le quatorzième album studio du groupe de rock irlandais U2, publié le 1er décembre 2017 sous les labels Interscope et Universal Canada.
Il est produit principalement par Jacknife Lee et Ryan Tedder, assistés de Steve Lillywhite, Andy Barlow, Jolyon Thomas, Brent Kutzle, Paul Epworth, Danger Mouse et enfin Declan Gaffney. L'opus a été enregistré entre 2014 et 2017 aux Studios Windmill Lane à Dublin, ainsi qu'à New York, Los Angeles et Londres.
Un peu plus de trois ans séparent Songs of Experience de son prédécesseur Songs of Innocence. Ils forment un diptyque dont le titre est emprunté au recueil Songs of Innocence and of Experience, du poète et peintre britannique William Blake. Si Songs of Innocence parle de l'adolescence des quatre membres de U2 en Irlande dans les années 1970, Songs of Experience est pour sa part, une collection de lettres écrites par le chanteur Bono destinées à des personnes ou à des lieux qui lui tiennent à cœur.
De genre Pop rock, Songs of Experience est composé de 13 chansons, une première dans l'histoire du groupe, pour une durée de 51 minutes environ. Les trois singles de l'album sont You're the Best Thing About Me, Get Out of Your Own Way avec la participation du rappeur Kendrick Lamar (également présent sur le titre American Soul) et Love Is Bigger Than Anything in Its Way. On entend en outre la voix de Lady Gaga sur la ballade Summer Of Love.
No 1 aux États-Unis à  sa sortie, l'album est disque de platine en France et en Italie et d'or au Royaume-Uni. Songs of Experience reçoit la note mitigée de 63/100 par Metacritic, sur la base de 28 critiques mondiales dont un 4 étoiles et demi/5 par la revue américaine Rolling Stone. L'album s'est vendu depuis sa sortie à 1,3 million d'exemplaires à travers le monde. La tournée promotion eXPERIENCE + iNNOCENCE Tour débute à Tulsa aux États-Unis le 2 mai 2018 et se termine à Dublin le 10 novembre de la même année.

## Historique

### Contexte
Dès la fin de la tournée U2 360° en 2011, le groupe se remet au travail. Très inspiré, il écrit pendant trois ans de nombreuses chansons qui figureront sur Songs of Innocence, mais également sur l'album suivant. Interrogé par Rolling Stone, The Edge explique que dès le début de cette phase intense de création, il était évident que « deux albums distincts » se dégageaient. « La majorité des chansons sont dignes de faire partie de Songs of Experience, et certaines sont aussi bonnes ou même meilleures que Songs of Innocence » a-t-il dit. Il a toutefois indiqué que « Bono ne peut pas prédire quand l'album sera prêt ». Fin septembre 2014, soit trois semaines après la sortie de Songs of Innocence, le bassiste Adam Clayton confirme, dans Q Magazine, que « l'album était fini à 70 %. » Il précise aussi que le mode de distribution de Songs of Experience « sera différent du précédent album », qui a été distribué gratuitement sur la plateforme musical d'Apple. Le disque prendra néanmoins du retard et ne sera terminé qu'en 2017.

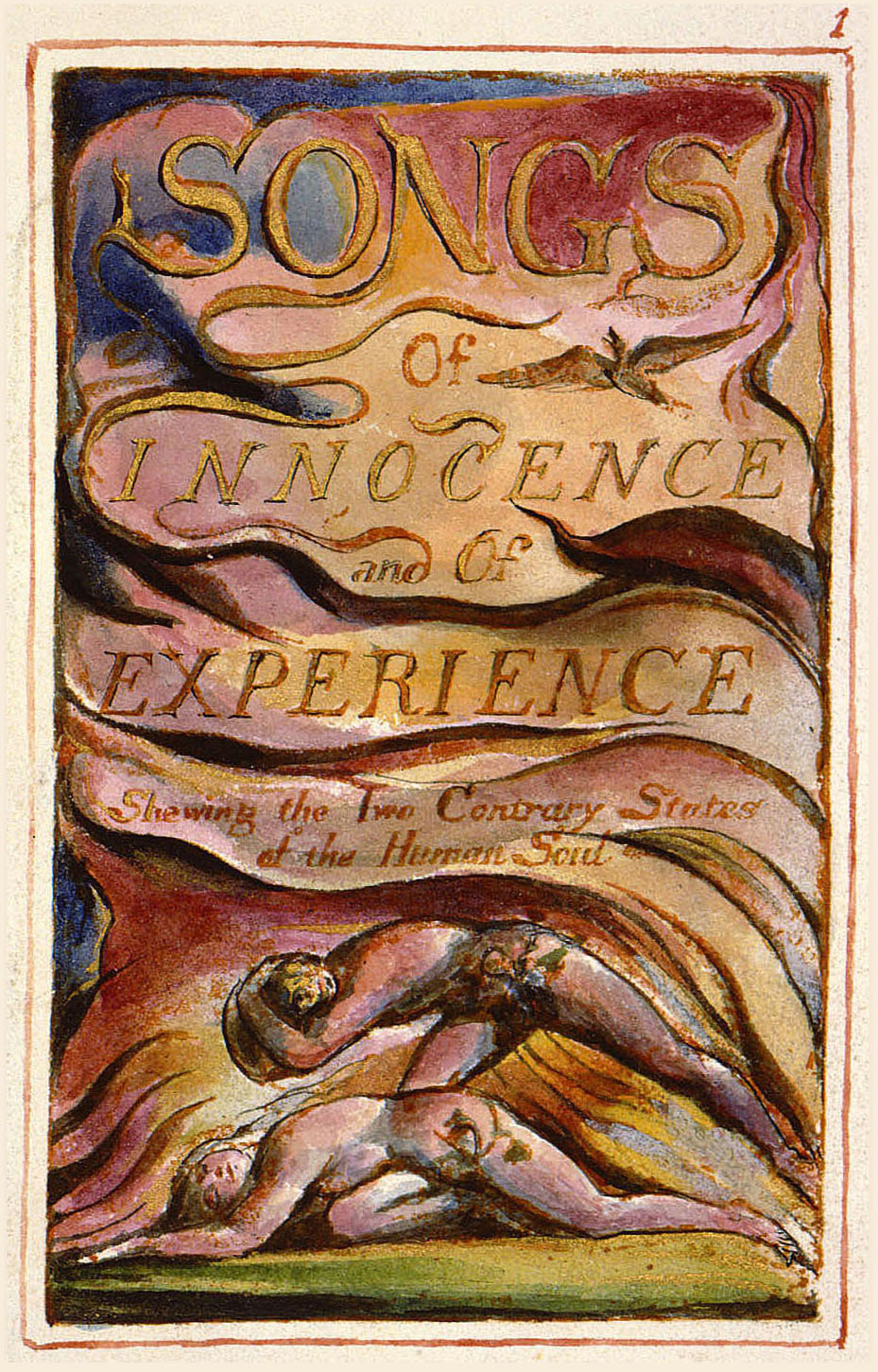
Le titre de l'album fait référence au recueil de poésie de William Blake intitulé Songs of Innocence and of Experience.

### Enregistrement
L'enregistrement du disque s'est étalé sur trois ans, de 2014 à 2017, dans différents studios à Dublin, New York (aux Electric Lady Studios avec Steve Lillywhite), Los Angeles et Londres. Il est conçu pour la première fois lors des sessions de Songs of Innocence. U2 conservera deux morceaux de cette époque pour le nouvel opus. Bono a ensuite écrit des chansons tout en se remettant d'un grave accident de vélo en novembre 2014. Mais, c'est en 2015 avec Andy Barlow que U2 commence à travailler sérieusement sur l'album lors de la tournée Innocence + Experience. Pendant deux ans, l'essentiel du travail avec le producteur anglais a lieu dans des vestiaires, des chambres d'hôtel et des manoirs. Le reste est réalisé dans de véritables studios d'enregistrement. 

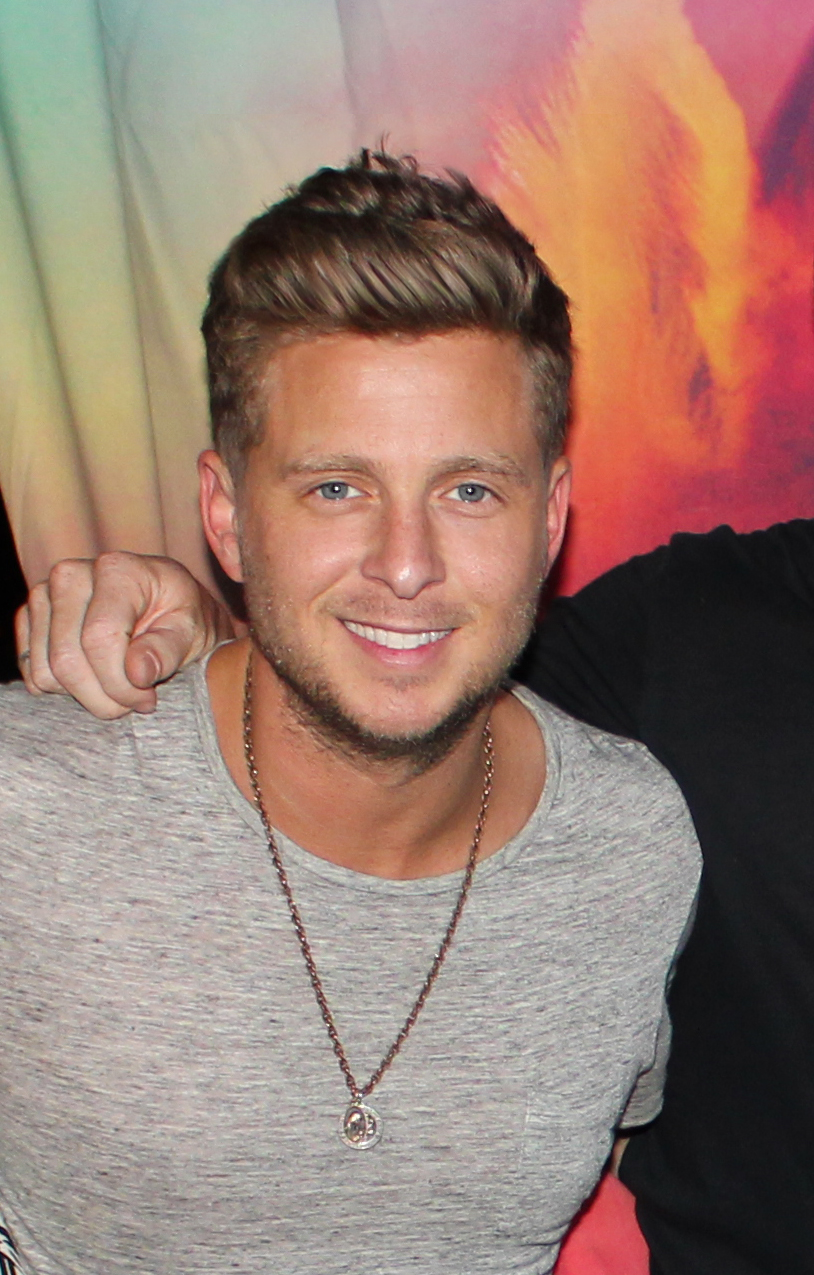
Ryan Tedder coproducteur de l'album.

En 2016, les séances se poursuivent avec d'autres producteurs, parmi lesquels Jacknife Lee et Ryan Tedder. Ce dernier déclare sur le travail de U2 : « Je ne les ai jamais vus aussi concentrés ». il décrit leur matériel en cours comme le plus excitant depuis All That You Can't Leave Behind en 2000. Lors des derniers mois d'enregistrement, U2 a laissé tomber quelques chansons de l'album tout en écrivant des nouvelles, du fait des événements politiques survenus au Royaume-Uni et aux États-Unis[source insuffisante]. Le disque est finalement achevé lors du Joshua Tree Tour 2017, dans lequel est interprété presque chaque soir une ballade du futur album, The Little Things That Give You Away.

### Thèmes deSongs of Experience
Ce quatorzième album, est marqué par les différents événements politiques survenus en 2016, comme le Brexit et « le choc » de l'élection présidentielle américaine, souligne Bono dans une interview au New York Times. « Nous avons laissé perforer le mal de ce monde dans cet album. Il devait cependant demeurer très personnel sans susciter de polémique. Un choc du système personnel et politique a été provoqué par ces élections, non seulement aux États-Unis mais également en Europe. Ces textes sont ma réponse personnelle à ces deux chocs », complète le leader de U2. Les paroles de Bono sont aussi inspirées par ses échanges avec Brendan Kennelly, un des plus célèbres poètes irlandais contemporains. « Écris comme si tu étais mort », a conseillé Kennelly. U2 a donc composé plusieurs morceaux que Bono a imaginés « comme des lettres adressées à ses proches, sa famille, ses amis, ses fans et lui-même ». Une sorte d’introspection, et de recul sur son vécu et son expérience. Une façon de faire le point sur sa vie, à l’âge de 57 ans, en imaginant sa mort et les conséquences qu’elle impliquerait.

### Promotion
Par rapport à la sortie controversée de Songs of Innocence en 2014 via l' iTunes Store, la promotion de  Songs of Experience  est plus classique et discrète. Les membres de U2 ont directement envoyé au domicile de quelques-uns de leurs plus fidèles fans, une lettre faisant référence à un texte de William Blake, un poète et peintre britannique, à qui l’on doit notamment Songs of Innocence and of Experience. Mais, sur la lettre, deux imposantes ombres – celle du fils de Bono, Eli, et de la fille de The Edge, Sian – sont étendues, et ne laissent s’échapper que quelques mots énigmatiques : "Blackout … It’s clear who you are … will appear ... U2.com" [Blackout.... C'est tout à fait évident qui tu es... apparaîtra...U2.com"]. Au bas de la lettre est aussi inscrite cette phrase incomplète : "U2 will announce ______ on ______ ". [U2 va annoncer ______ le ______ ]". Le titre et la date de sortie de l'album ont été volontairement masqués, afin d'entretenir le suspense. Le 30 août 2017, les Irlandais publient sur Twitter un extrait de The Blackout (accompagné d'une vidéo), un des morceaux les plus rock de Songs of Experience. Le 6 septembre,  You're the Best Thing About Me sort comme single promotionnel. Enfin, l'album est publié dans le monde entier le 1er décembre 2017.

## Caractéristiques artistiques

### Analyse du contenu
Songs of Experience est composé de 13 chansons et sa durée est de 51 minutes et 07 secondes. Il est produit par Jacknife Lee et Ryan Tedder. C'est un album classique, entre ballades douces et épurées, pop bondissante et guitares très rock. De Love is All We Have Left à Book Of Your Heart (chanson bonus), en passant par Lights of Home, American Soul, The Blackout  ou encore Love is Bigger Than Anything in Its Way, les notes et les rythmes de certains morceaux rappellent le U2 des années 1990.
Le titre d'ouverture, Love is All We Have Left, sans guitare ni percussion est un morceau synthétique où Bono vient poser sa voix sur une ambiance futuriste. Cette chanson aurait pu être sur Original Soundtracks 1 des Passengers. Pour la revue britannique Q (magazine), c'est un morceau « spéculant sur la mortalité ». La chanson ouvre tous les concerts américains de la tournée eXPERIENCE + iNNOCENCE Tour en 2018.
Lights of Home vient trancher avec ses cordes années 1970, inspirées Pink Floyd / Led Zeppelin, et son solo de guitare aux sonorités de l'album Pop. Le titre se termine sur une sorte de gospel. Dans ce morceau, Bono parle de lui, à l'époque très affecté par une grave chute en vélo à Central Park à New York : « Je ne devrais pas être là parce que je devrais être mort ; je peux voir les lumières devant moi. »
You're the Best Thing About Me, aux tonalités pop est le premier single de Songs of Experience. C'est un morceau au tempo joyeux qui n'est pas sans rappeler le style de Coldplay. Dans le texte, il s'agit d'une simple déclaration d’amour, mais on peut également percevoir cette chanson comme une proposition faite à tous ceux qui nous entourent de regarder le monde autrement. U2 s'est associé avec le DJ norvégien Kygo pour un remix Dance-pop de la chanson.
Second single de l'album, Get Out of Your Own Way  renoue avec les refrains pop-rock. La chanson invite chacun à se battre pour construire un meilleur futur. « L’amour doit se battre pour exister », « Le visage de la liberté commence à se fissurer » ou « La terre promise est là pour ceux qui en ont le plus besoin » scande Bono entre deux passages à la  guitare, martelant avec insistance « Get out of your own way ». C'est en fin de titre que l’on découvre la voix du rappeur Kendrick Lamar, scandant quelques mots tirés de L'Évangile selon Matthieu. Dans le vidéo-clip du single, U2 tacle le président américain Donald Trump en faisant entrer le Ku Klux Klan à la Maison-Blanche.
Les trois titres suivants American Soul, Summer of Love et Red Flag Day traitent de la question des réfugiés sous une forme ou sous une autre.
American Soul, où l'on retrouve Kendrick Lamar au début du morceau, est un Volcano partie 2 qui rappelle par moments le côté disco dance de The Crystal Balroom. C'est une version alternative du titre XXX qu'on retrouve à l'origine sur l'album de Kendrick Lamar. À partir d'une outro, U2 en a fait un hymne rock'n'roll. Summer of Love, avec la participation de Lady Gaga, est une sorte d’ode aux Beach Boys et aux The Mamas and the Papas dont le sujet est la côte ouest de la Syrie. Red Flag Day sonne comme un titre écrit en 1983 pour l'album War, rythmé, groovy et aux accents reggae. Ce morceau évoque le drame des migrants en Méditerranée.
The Showman (Little More Better) apporte une touche de légèreté avec son refrain joyeux, dans des contrées que U2 a très rarement exploitées. D'après Bono, The Showman est une lettre d’amour pour chaque personne qui succombe au bluff d’un artiste avec trop ou trop peu de confiance.

Déjà interprété lors du The Joshua Tree Tour 2017, The Little Things That Give You Away débute comme une balade mélancolique au piano avant de s’élever, se multiplier, avec un double tempo et une guitare rythmique encore plus accélérée. Les paroles de ce titre traitent des anxiétés et de crise créatrice. Bono rajoute : « Je n’étais pas certain de savoir à qui s’adressait The Little Things That Give You Away au moment où je l’écrivais, jusqu’à ce que je me rende compte que je l’écrivais pour moi, qu’il s’agissait d’un dialogue entre mon innocence et mon expérience. L’innocence qui fait le forcing sur l’expérience jusqu’à ce que celle-ci cède. »

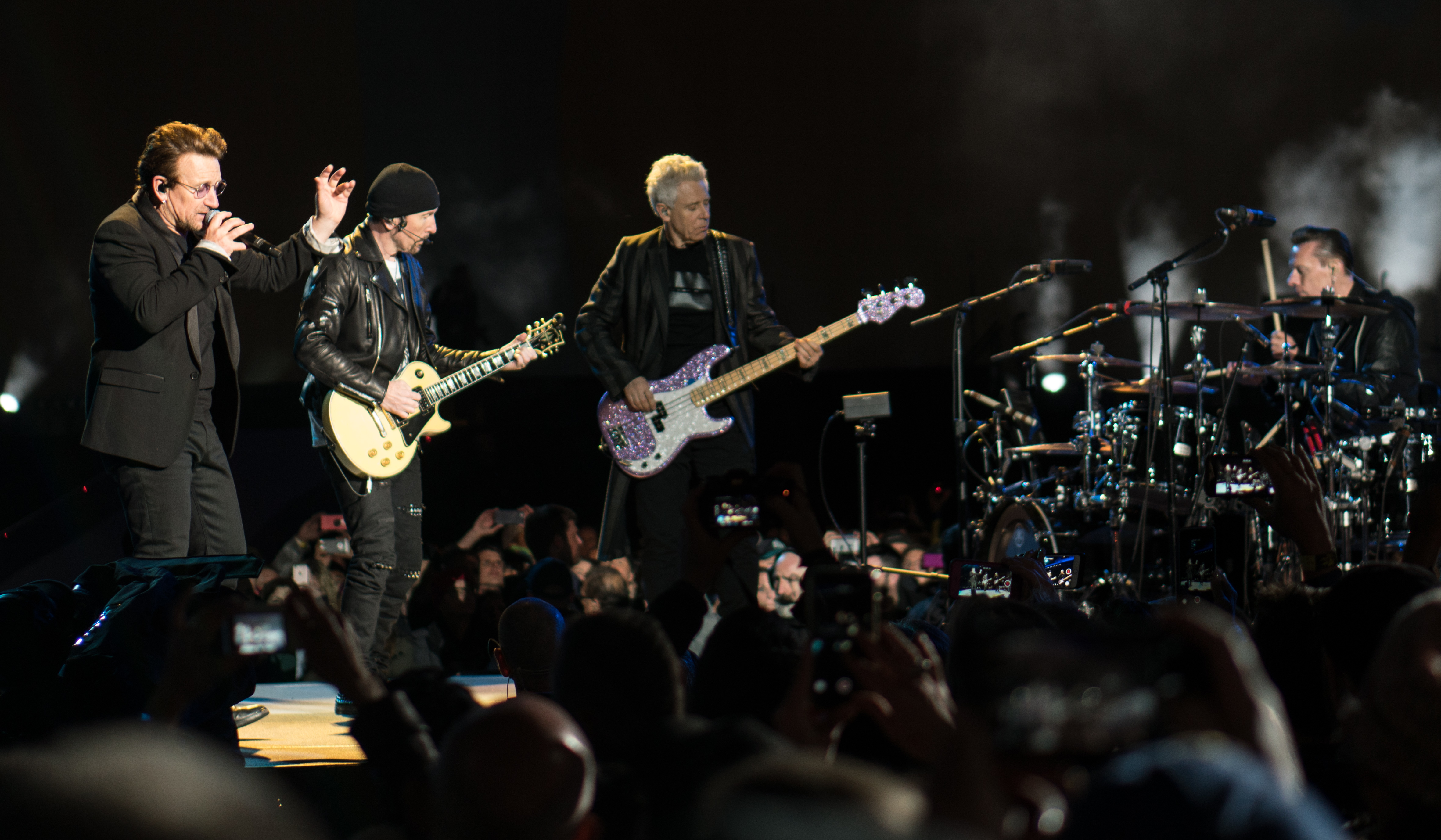
U2 interprète The Little Things That Give You Away à Seattle lors du The Joshua Tree Tour 2017.

Les premières notes de Landlady sonnent comme Raised by Wolves, mais pourrait être une chute de No Line on the Horizon. Un peu perdue dans la seconde partie du disque, cette balade atmosphérique révèle toute sa richesse et sa délicatesse après plusieurs écoutes. C'est une chanson d’amour assez drôle sur le couple que forme Bono et Ali.
Plus rock, The Blackout débute avec son introduction mi Even Better Than the Real Thing mi Zoo Station avec ses intonations dance. Bono souligne que le thème de la chanson en est la démocratie et non une rock star vieillissante. Le morceau ouvre tous les concerts européens de la tournée eXPERIENCE + iNNOCENCE Tour en 2018.
Love is Bigger Than Anything in Its Way et ses chœurs gospel est le troisième single de l'album. Les paroles y sont assez sombres sur la vision de l’amour. Dans le clip vidéo, on contemple pendant quatre minutes une série de portraits, illustrations sans filtre de la jeunesse irlandaise et tout particulièrement de la communauté LGBTQ. Ils dansent, fêtent, s’embrassent, se regardent dans le miroir, s’assument.
Pour conclure Songs of Experience, U2 propose un titre mélancolique, 13 There is a Light. Cette balade atmosphérique reprend le refrain de Song for Someone avec des airs de Winter et Mother Child Reunion. Au niveau des paroles, Bono s’adresse à ses enfants en leur disant : « Je sais que le monde est fini. Mais vous n’avez pas à l’être ». La star irlandaise appelle ainsi la jeune génération à se mobiliser en livrant un message d’espoir. Dans le générique de fin, Bono écrit une dernière lettre à un « someone » qui n’est autre que son fils.

### Pochette
Alors que la pochette de l'album précédent Songs of Innocence mettait en scène Larry Mullen Jr., le batteur du groupe, enlaçant son fils de 18 ans, Elvis, celle de Songs of Experience montre Elijah (le fils de Bono) tenant la main de Sian (la fille de The Edge) coiffée d'un casque militaire américain M1. Elijah et Sian sont pieds nus sur la photo, censée symboliser « l'innocence de la jeunesse ». The Edge a déclaré qu’il était difficile de trouver une idée de pochette qui pourrait représenter un album qu’ils considèrent à la fois très personnel et très universel. Ils ont finalement décidé de se concentrer sur autre chose que les membres du groupe et de poursuivre le thème de la famille de la couverture de Songs of Innocence, qui dépeint Mullen avec son fils, Elvis. La photo a été prise par Anton Corbijn.

## Anecdote
L'image représentant la silhouette de Elijah et Sian figurant sur le picture-disc de Lights of Home, semble d'un côté avoir reçu comme des éclaboussures de peintures. Il s'agit en fait des lumières de la ville de Dublin prises depuis l'espace par l'astronaute Shane Kimbrough.

## Singles
Le premier single de cet opus est le morceau You're the Best Thing About Me, sorti le 6 septembre 2017. Il a été classé à une modeste 89e place en France. Le second single, sorti le 1er novembre, s'intitule Get Out of Your Own Way, avec la participation du rappeur Kendrick Lamar. Le troisième single est Love Is Bigger Than Anything in Its Way, publié le 23 avril 2018.

## Critiques
Songs of Experience  reçoit des critiques mitigées de la presse mondiale. L'album obtient la note de 63/100 sur Metacritic. Le magazine Q  l' a décrit comme un « classique », tandis que pour Mojo , c'est « le meilleur album de U2 de ce siècle. »  David Fricke pour Rolling Stone, estime que le groupe « aborde l'avenir avec des éclairs de leur passé. »  Pour sa part, Associated Press parle d' « un album passionnant, prêt pour la scène, qui ne rougit pas et n'hésite pas à utiliser les sons caractéristiques du groupe. » Moins enthousiaste, Calum Marsh  pour Pitchfork dit que «  Songs of Experience est l'effort désespéré de quatre quinquagénaires pour créer un son contemporain et jeune. »
En France, les avis sont généralement favorables. Pour le journal Le Parisien, c'est le meilleur album de U2 depuis All That You Can't Leave Behind en 2000. Pour RTL2, U2 renoue avec la poésie et les chansons militantes à travers un nouvel album taillé pour faire bouger les stades. Jean-Daniel Beauvallet dans Les Inrockuptibles parle « d'un nouveau U2 pas si nouveau malgré quelques efforts de décoration et d’humilité. (…) Un album « routinier », « simple et basique ». Pour le journal Le Monde, U2 en roi de la pop œcuménique, offre la meilleure collection de chansons du groupe depuis All That You Can’t Leave Behind (2000). Sur le site internet de la radio NRJ, Sonia de La Forterie parle d'un nouvel album palpitant. Dans une critique positive publiée le 4 décembre 2017, Le Point estime que U2 revient au rock engagé et engageant avec Songs of Experience. Télérama donne la note de deux T avec cette remarque : Songs of Experience n’est pas mauvais, juste efficace et banal. Les Échos parlent d'un bon album de U2. Des refrains pensés pour les stades, des paroles incisives et des riffs de guitare jouant autant du blues, du rock que du reggae. Des titres de facture classique qui séduiront les fans de la première heure. Enfin, sur le site de La Presse, Alain Brunet parle d'un album efficace et lui décerne la note de 3 étoiles et demi.

## Classements
À sa sortie, Songs of Experience est No 1 des ventes aux États-Unis, au Canada, aux Pays-Bas, en Irlande, au Portugal et en Belgique flamande, No 2 en Allemagne, en Italie, en Espagne, en Suède et en Belgique Wallone, No 3 en France, No 5 au Royaume-Uni et en Australie. Le 8 décembre 2017, l'album est disque d'or en France d'après le Syndicat national de l'édition phonographique. Puis, le 6 décembre 2022, il est certifié double disque de platine avec 200 000 exemplaires vendus. À noter que U2 est désormais le seul groupe à avoir placé un album No 1 dans les charts américains dans les quatre dernières décennies : 1980, 1990, 2000 et 2010.

## Tournée 2018
C'est le mercredi 1er novembre 2017 que U2 annonce la suite de la tournée commencée en 2015, appelée désormais l'eXPERIENCE + iNNOCENCE Tour. Le show commence par un legs nord-américain le 2 mai 2018, avec un premier concert à Tulsa dans l'Oklahoma. Après 61 concerts aux États-Unis, au Canada et en Europe, la tournée se termine à Berlin le 13 novembre 2018.

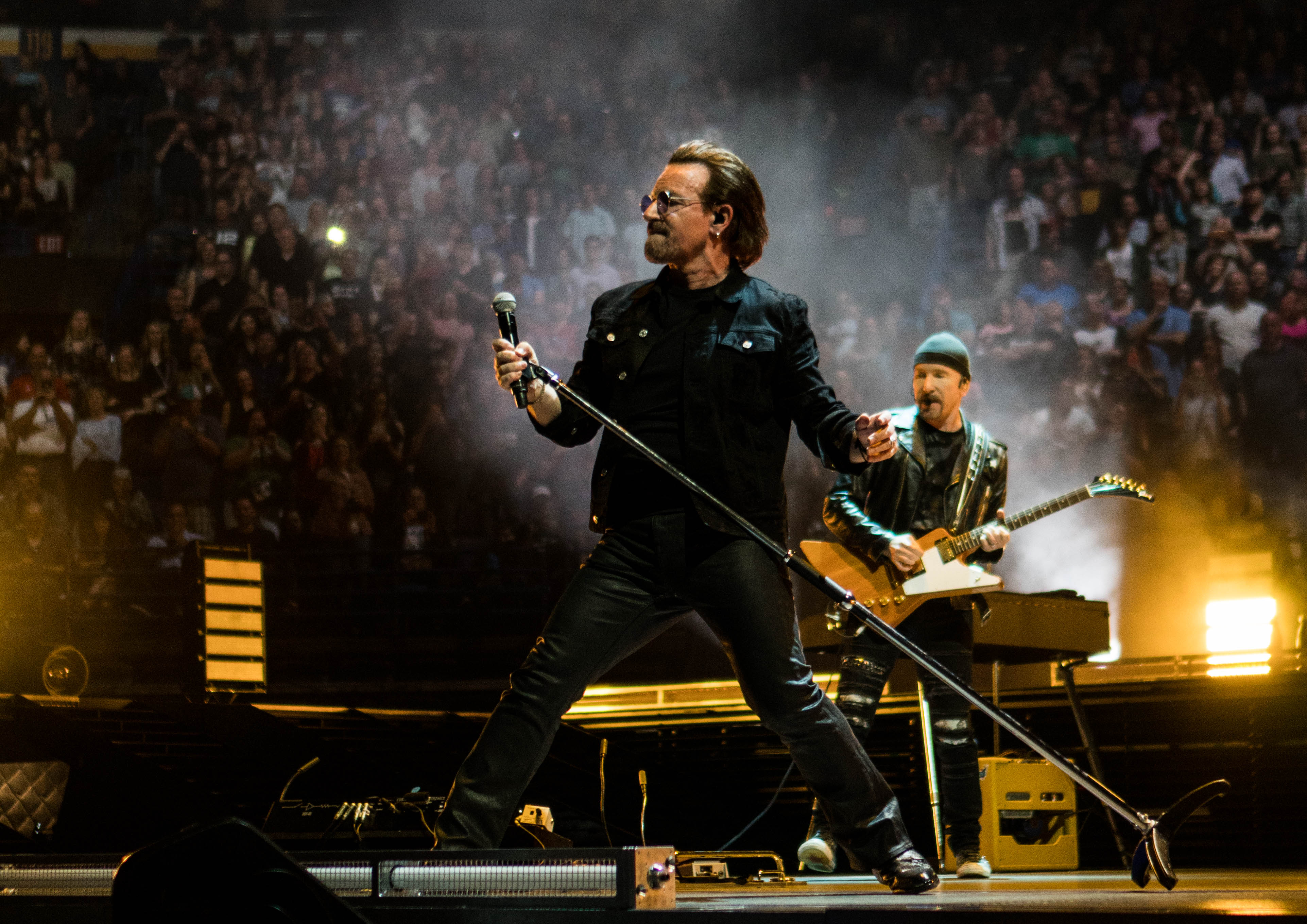
Bono et The Edge à Saint-Louis pendant le eXPERIENCE + iNNOCENCE Tour, le 5 avril 2018.

## Liste des titres
| Édition standard | Édition standard                               | Édition standard | Édition standard | Édition standard | Édition standard | Édition standard | Édition standard | Édition standard | Édition standard |
| No               | Titre                                          | Durée            |                  |                  |                  |                  |                  |                  |                  |
| ---------------- | ---------------------------------------------- | ---------------- | ---------------- | ---------------- | ---------------- | ---------------- | ---------------- | ---------------- | ---------------- |
| 1.               | Love Is All We Have Left                       | 2:41             |                  |                  |                  |                  |                  |                  |                  |
| 2.               | Lights of Home                                 | 4:16             |                  |                  |                  |                  |                  |                  |                  |
| 3.               | You're the Best Thing About Me                 | 3:45             |                  |                  |                  |                  |                  |                  |                  |
| 4.               | Get Out of Your Own Way (feat. Kendrick Lamar) | 3:58             |                  |                  |                  |                  |                  |                  |                  |
| 5.               | American Soul                                  | 4:21             |                  |                  |                  |                  |                  |                  |                  |
| 6.               | Summer of Love                                 | 3:24             |                  |                  |                  |                  |                  |                  |                  |
| 7.               | Red Flag Day                                   | 3:19             |                  |                  |                  |                  |                  |                  |                  |
| 8.               | The Showman (Little More Better)               | 3:23             |                  |                  |                  |                  |                  |                  |                  |
| 9.               | The Little Things That Give You Away           | 4:55             |                  |                  |                  |                  |                  |                  |                  |
| 10.              | Landlady                                       | 4:01             |                  |                  |                  |                  |                  |                  |                  |
| 11.              | The Blackout                                   | 4:45             |                  |                  |                  |                  |                  |                  |                  |
| 12.              | Love Is Bigger Than Anything in Its Way        | 4:00             |                  |                  |                  |                  |                  |                  |                  |
| 13.              | 13 (There Is a Light)                          | 4:19             |                  |                  |                  |                  |                  |                  |                  |
| 51:07            |                                                |                  |                  |                  |                  |                  |                  |                  |                  |

| Titres bonus - Édition deluxe | Titres bonus - Édition deluxe              | Titres bonus - Édition deluxe | Titres bonus - Édition deluxe | Titres bonus - Édition deluxe | Titres bonus - Édition deluxe | Titres bonus - Édition deluxe | Titres bonus - Édition deluxe | Titres bonus - Édition deluxe | Titres bonus - Édition deluxe |
| No                            | Titre                                      | Durée                         |                               |                               |                               |                               |                               |                               |                               |
| ----------------------------- | ------------------------------------------ | ----------------------------- | ----------------------------- | ----------------------------- | ----------------------------- | ----------------------------- | ----------------------------- | ----------------------------- | ----------------------------- |
| 14.                           | Ordinary Love (Extraordinary Mix)          | 3:47                          |                               |                               |                               |                               |                               |                               |                               |
| 15.                           | Book of Your Heart                         | 3:55                          |                               |                               |                               |                               |                               |                               |                               |
| 16.                           | Lights of Home (St Peter's String version) | 4:33                          |                               |                               |                               |                               |                               |                               |                               |
| 63:22                         |                                            |                               |                               |                               |                               |                               |                               |                               |                               |

| Titre bonus additionnel | Titre bonus additionnel                      | Titre bonus additionnel | Titre bonus additionnel | Titre bonus additionnel | Titre bonus additionnel | Titre bonus additionnel | Titre bonus additionnel | Titre bonus additionnel | Titre bonus additionnel |
| No                      | Titre                                        | Durée                   |                         |                         |                         |                         |                         |                         |                         |
| ----------------------- | -------------------------------------------- | ----------------------- | ----------------------- | ----------------------- | ----------------------- | ----------------------- | ----------------------- | ----------------------- | ----------------------- |
| 17.                     | You're the Best Thing About Me (U2 vs. Kygo) | 4:16                    |                         |                         |                         |                         |                         |                         |                         |
| 67:38                   |                                              |                         |                         |                         |                         |                         |                         |                         |                         |

| Titre bonus - Édition deluxe japonaise | Titre bonus - Édition deluxe japonaise | Titre bonus - Édition deluxe japonaise | Titre bonus - Édition deluxe japonaise | Titre bonus - Édition deluxe japonaise | Titre bonus - Édition deluxe japonaise | Titre bonus - Édition deluxe japonaise | Titre bonus - Édition deluxe japonaise | Titre bonus - Édition deluxe japonaise | Titre bonus - Édition deluxe japonaise |
| No                                     | Titre                                  | Durée                                  |                                        |                                        |                                        |                                        |                                        |                                        |                                        |
| -------------------------------------- | -------------------------------------- | -------------------------------------- | -------------------------------------- | -------------------------------------- | -------------------------------------- | -------------------------------------- | -------------------------------------- | -------------------------------------- | -------------------------------------- |
| 18.                                    | The Blackout (Jacknife Lee Remix)      | 07:18                                  |                                        |                                        |                                        |                                        |                                        |                                        |                                        |
| 74:57                                  |                                        |                                        |                                        |                                        |                                        |                                        |                                        |                                        |                                        |

## Personnel

### U2
- Bono : chant
- The Edge : guitares, claviers, chœurs
- Adam Clayton : basse
- Larry Mullen : batterie, percussions

### Musiciens additionnels
- Jacknife Lee : guitares (2, 5, 10, 11, 12), claviers (2, 3, 5, 6, 11, 12), programmations (2, 3, 5, 11, 12), chœurs (12)
- Ryan Tedder : programmations (3, 6, 7), chœurs (4, 6, 7, 8), claviers (6), guitare additionnelle (8)
- Brent Kutzle : claviers (4, 6), programmation (3, 6, 7), guitare (6), guitare acoustique (7)
- Andy Barlow : claviers additionnels (1, 9), programmation (1)
- Haim : chœurs sur Lights of Home
- Davide Rossi : cordes (3, 10)
- Gosha Usov : claviers additionnels sur Get Out of Your Own Way
- Jolyon Thomas : guitare et claviers additionnels sur Get Out of Your Own Way et The Little Things That Give You Away
- Kendrick Lamar : voix entre Get Out of Your Own Way et American Soul
- Brandon Collins : arrangements cordes sur Summer of Love
- Amy Helman et Avery Bright : violons sur Summer of Love
- Betsy Lamb : alto sur Summer of Love
- Paul Nelson : violoncelle sur Summer of Love
- Noel Zancanella : programmation additionnelle sur Summer of Love
- Nate Lotz : percussion additionnelle sur Summer of Love
- Lady Gaga : chœurs sur Summer of Love
- Steve Wilmot : percussion sur Red Flag Day
- Declan Gaffney : claviers additionnels sur Red Flag Day
- Julian Lennon : chœurs sur Red Flag Day
- Andrew Taggart : claviers additionnels sur Love Is Bigger Than Anything in Its Way
- Paul Epworth : claviers additionnels et programmation sur 13 (There Is a Light)

### Équipe technique
- Production : Andy Barlow (1, 7), Jacknife Lee (2, 3, 5, 10, 11, 12), Ryan Tedder (2, 3, 4, 6, 7, 8, 10, 11, 13), Brent Kutzle (2, 3, 4, 6, 7), Steve Lillywhite (3, 4, 7, 8), Jolyon Thomas (4, 9), Paul Epworth (13)
- Productions additionnelles : Jolyon Thomas (2, 5), Jacknife Lee (4, 6, 8), Declan Gaffney (5), Andy Barlow : production (9, 10), Brent Kutzle (11)
- Ingénieurs du son : Andy Barlow (1), Matt Bishop (2, 3, 5, 6, 8, 10, 11, 12), Tyler Spry (2, 3, 4, 6, 7, 11), Rich Rich (3, 4, 6, 7, 8, 11, 13), Jacknife Lee (3), Matty Green (3, 4, 7, 8), Brandon Bost (6, 9, 13), Declan Gaffney (7, 11), Drew Bang (9), Matt Wiggins (13)
- Assistants ingénieurs du son : Barry McCready (3, 5, 10, 11, 12), Christopher Henry (4, 8, 11), Gosha Usov (4, 8), Alex Bailey (9), Dave "Squirrel' Covell (9, 10, 11, 12), Aleks Von Korff (8, 10)
- Ingénieurs du son additionnels : Drew Bang (2, 4, 5), Christopher Henry (3, 6, 7), Richard Rainey (3), Greg Clooney (3), Matt Bishop (4), Declan Gaffney (4, 10, 13), Doug Sarrett (6)
- Assistants ingénieurs du son additionnels : Dave "Squirrel' Covell (2, 5), Barry McCready (2), Gosha Usov (3, 7), Alan Kelly (3), Aleks Von Korff (7), Alex Bailey (7)
- Mixages : Andy Barlow (1), Jacknife Lee (2, 5, 8, 11, 12), Steve Lillywhite (3, 8), Kelana (3), Tom Elmhirst (4, 6, 7, 9, 10, 13)
- Assistants mixage : Alex Bailey (1), Matt Bishop (2, 5, 11, 12), Brandon Bost (4, 6, 9, 10, 13), Matty Green (8),
- Mixage additionnel : Tom Elmhirst (3), Declan Gaffney (7)
- Assistants mixage additionnel : Brandon Bost (3, 7)